# マシュー・モディーン
マシュー・モディーン（Matthew Modine, 1959年3月22日 - ）は、アメリカ合衆国の俳優。カリフォルニア州ロマリンダ出身。マシュー・モディンとも表記される。

## 経歴
本名はマシュー・アヴェリー・モディーン（Matthew Avery Modine）。7人兄弟の末っ子。
幼少の頃、映画『オリバー!』のメイキングシーンを撮影したドキュメンタリーを観て、俳優の道を志すようになった。1979年にニューヨークへと移り、俳優の勉強をしながら、デビューするまで様々な職業に就く。
1982年にアメリカのテレビドラマ『Amy & the Angel』へ出演し、俳優デビュー。翌1983年、『ベイビー・イッツ・ユー』で映画デビューを果たす。同時期に出演した『プライベイトスクール』では、当時人気絶頂だったアイドル女優フィービー・ケイツの相手役に抜擢され、注目される存在となる。1984年の映画『バーディ』（監督：アラン・パーカー、共演：ニコラス・ケイジ）では、シリアスで難しい役柄に挑戦した。
1987年の映画『フルメタル・ジャケット』（監督：スタンリー・キューブリック）では、ベトナム戦争に翻弄されるアメリカ海兵隊の新兵ジョーカー役を演じた。
1999年の映画『ノーエスケープ』（日本未公開、原題：If... Dog... Rabbit...）では、監督・製作・脚本・出演を務めている。
映画以外にも、多数のテレビドラマに出演し活躍。舞台でも活躍している。

### 私生活
1980年に結婚した妻との間に2人の子供がいる。

## 主な出演作

### 映画
| 公開年 | 邦題 原題                                                                                              | 役名                         | 備考                                                               |
| ------ | --- | ---------------------------- | ------------------------------------------------------------------ |
| 1983   | ベイビー・イッツ・ユー Baby It's You                                                                   | スティーヴ                   |                                                                    |
| 1983   | プライベイトスクール Private School                                                                    | ジム・グリーン               |                                                                    |
| 1983   | ストリーマーズ 若き兵士たちの物語 Streamers                                                            | ビリー                       | ヴェネチア国際映画祭男優賞 受賞                                    |
| 1984   | ホテル・ニューハンプシャー The Hotel New Hampshire                                                     | Chip Dove / Ernst            |                                                                    |
| 1984   | バーディ Birdy                                                                                         | バーディ                     |                                                                    |
| 1984   | 燃えつきるまで Mrs. Soffel                                                                             | ジャック                     |                                                                    |
| 1985   | ビジョン・クエスト/青春の賭け Vision Quest                                                             | ラウデン・スウェイン         |                                                                    |
| 1987   | フルメタル・ジャケット Full Metal Jacket                                                               | ジョーカー・デイヴィス       |                                                                    |
| 1987   | オーファンズ Orphans                                                                                   | トリート                     | 日本劇場未公開                                                     |
| 1988   | 愛されちゃって、マフィア Married to the Mob                                                            | マイク・ダウニー             | 日本劇場未公開                                                     |
| 1988   | ギャンブル/愛と復讐の賭け La partita                                                                   | フランチェスコ               | 日本劇場未公開                                                     |
| 1989   | メディカル・レッスン 青春解剖学 Gross Anatomy                                                          | ジョー・スロヴァク           | 日本劇場未公開                                                     |
| 1990   | メンフィス・ベル Memphis Belle                                                                         | デニス・ディアボーン         |                                                                    |
| 1990   | パシフィック・ハイツ Pacific Heights                                                                   | ドレイク・グッドマン         |                                                                    |
| 1992   | ウインズ Wind                                                                                          | ウィル・パーカー             |                                                                    |
| 1992   | 堕ちた恋人たちへ Equinox                                                                               | ヘンリー / フレディ          | 別題『ハードリボルバー/堕ちた恋人たちへ』                          |
| 1993   | ショート・カッツ Short Cuts                                                                            | ラルフ・ワイマン             |                                                                    |
| 1993   | 運命の瞬間/そしてエイズは蔓延した And the Band Played On                                               | ドン・フランシス博士         | テレビ映画                                                         |
| 1994   | 明日にむかって… The Browning Version                                                                   | フランク・ハンター           | 別題『マイ・スクール・デイズ/ともしびの消えた教室』 日本劇場未公開 |
| 1995   | バイバイ・ラブ Bye Bye Love                                                                            | デイヴ                       | 日本劇場未公開                                                     |
| 1995   | フルーク Fluke                                                                                         | トーマス・P・ジョンソン      | 別題『愛犬フルーク/生まれかわったパパ』 日本劇場未公開             |
| 1995   | カットスロート・アイランド Cutthroat Island                                                            | ショー                       |                                                                    |
| 1997   | ザ・メイカー The Maker                                                                                 | ウォルター                   |                                                                    |
| 1997   | ブラックアウト The Blackout                                                                            | マーティ                     |                                                                    |
| 1997   | リアル・ブロンド The Real Blonde                                                                       | ジョー                       |                                                                    |
| 1999   | ノッティングヒルの恋人 Notting Hill                                                                    | 映画の中の俳優               | クレジットなし                                                     |
| 1999   | ノーエスケープ If... Dog... Rabbit                                                                     | ジョニー・クーパー           | 兼監督・脚本・製作 日本劇場未公開                                  |
| 1999   | エニイ・ギブン・サンデー Any Given Sunday                                                              | オリー・パワーズ医師         |                                                                    |
| 2000   | アルジャーノンに花束を Flowers for Algernon                                                            | チャーリー・ゴードン         | テレビ映画                                                         |
| 2001   | ビーンストーク ジャックと豆の木 Jack and the Beanstalk: The Real Story                                 | ジャック・ロビンソン         | テレビ映画                                                         |
| 2003   | ヒットラー Hitler: The Rise of Evil                                                                    | フリッツ・ゲルリッヒ         | テレビ映画                                                         |
| 2003   | ル・ディヴォース/パリに恋して Le Divorce                                                               | テルマン                     |                                                                    |
| 2004   | ウイニング・シーズン/奇跡のカ The Winning Season                                                       | ワグナー                     | テレビ映画                                                         |
| 2004   | ファンキー・モンキー Funky Monkey                                                                      | アレック・マッコール         | 日本劇場未公開                                                     |
| 2005   | トランスポーター2 Transporter 2                                                                        | ジェファーソン・ビリングス   |                                                                    |
| 2005   | マリー 〜もうひとりのマリア〜 Mary                                                                     | トニー / イエス              | 日本劇場未公開                                                     |
| 2008   | セックスと嘘とラスベガス Sex and Lies in Sin City                                                      | テッド・ビニオン             | テレビ映画                                                         |
| 2008   | ガーデン・オブ・エデン 〜失楽園の3人〜 The Garden of Eden                                              | デイヴィッドの父親           | 日本劇場未公開                                                     |
| 2008   | フレネミー 〜史上最悪の無計画男たち〜 Little Fish, Strange Pond                                        | ミスター・ジャック           | 兼製作総指揮 日本劇場未公開                                        |
| 2012   | ダークナイト ライジング The Dark Knight Rises                                                          | フォーリー市警副本部長       |                                                                    |
| 2013   | スティーブ・ジョブズ Jobs                                                                              | ジョン・スカリー             |                                                                    |
| 2013   | アルマゲドン2013 CAT.8                                                                                 | マイケル・レンジャー博士     | テレビ映画（ミニシリーズ）                                         |
| 2013   | ファミリー・ウィークエンド Family Weekend                                                              | ダンカン                     | 日本劇場未公開                                                     |
| 2016   | オレの獲物はビンラディン Army of One                                                                   | ローズ医師                   |                                                                    |
| 2017   | 海底47m 47 Meters Down                                                                                 | テイラー船長                 |                                                                    |
| 2018   | ボーダーライン: ソルジャーズ・デイ Sicario: Day of the Soldado                                         | ジェームズ・ライリー国防長官 |                                                                    |
| 2018   | スピード・キルズ Speed Kills                                                                           | ジョージ・H・W・ブッシュ     |                                                                    |
| 2018   | バックトレース Backtrace                                                                               | マクドナルド                 |                                                                    |
| 2019   | Foster Boy                                                                                             | Michael Trainer              |                                                                    |
| 2019   | Miss Virginia                                                                                          | Congressman Cliff Williams   |                                                                    |
| 2020   | Chance                                                                                                 | Mike                         |                                                                    |
| 2021   | クライモリ Wrong Turn                                                                                  | スコット                     |                                                                    |
| 2021   | ブレイキング・ニュース・イン・ユバ・カウンティ Breaking News in Yuba County                            | カール・ボタンズ             |                                                                    |
| 2021   | バーシティ・ブルース作戦: 裏口入学スキャンダル Operation Varsity Blues: The College Admissions Scandal | リック・シンガー             |                                                                    |
| 2022   | My Love Affair with Marriage                                                                           | Bo                           | 声の出演 兼製作総指揮                                              |
| 2023   | オッペンハイマー（原題） Oppenheimer                                                                   | ヴァネヴァー・ブッシュ       |                                                                    |
| 2023   | バッド・デイ・ドライブ Retribution                                                                     | アンダース                   |                                                                    |

### テレビシリーズ
| 放映年          | 邦題 原題                                                  | 役名                     | 備考                              |
| --------------- | ---------------------------------------------------------- | ------------------------ | --------------------------------- |
| 2003            | ザ・ホワイトハウス The West Wing                           | Marco Arlens             | 第4シーズン第13話「父の時計」     |
| 2005            | LAW & ORDER:性犯罪特捜班 Law & Order: Special Victims Unit | ゴードン・リケット       | 第6シーズン第17話「14年後の決着」 |
| 2005            | INTO THE WEST イントゥー・ザ・ウエスト Into the West       | サムソン・ホイーラー     | ミニシリーズ                      |
| 2006            | The Bedford Diaries                                        | Professor Jake Macklin   | 計8話出演                         |
| 2007            | Weeds ママの秘密 Weeds                                     | サリバン・グロフ         | 計12話出演                        |
| 2015            | Proof                                                      | Ivan Turing              | 計10話出演                        |
| 2016-2017, 2022 | ストレンジャー・シングス 未知の世界 Stranger Things        | マーティン・ブレナー博士 | 計12話出演                        |

## 日本語吹き替え
『パシフィック・ハイツ』（フジテレビ版）以降、主に宮本充が担当している。
このほかにも、森田順平、山寺宏一、平田広明なども声を当てている。

## 参照
1. ↑  The Hollywood Interview.com (2009年10月31日). “The Hollywood Interview (2009)”.   Thehollywoodinterview.blogspot.com. 2012年1月24日閲覧。
2. ↑  “戦慄のハロウィン到来！2021年秋公開 新作ホラー情報まとめ - SCREEN ONLINE（スクリーンオンライン）”. screenonline.jp (2021年9月30日). 2021年10月25日閲覧。